# Rhizophora selala
Rhizophora selala är en tvåhjärtbladig växtart som först beskrevs av Salvoza, och fick sitt nu gällande namn av Tomlinson. Rhizophora selala ingår i släktet Rhizophora, och familjen Rhizophoraceae. Inga underarter finns listade i Catalogue of Life.